# Slavićka
Slavićka (cyr. Славићка) – wieś w Bośni i Hercegowinie, w Republice Serbskiej, w mieście Banja Luka. W 2013 roku liczyła 682 mieszkańców.